# Inkallaqta
Inkallaqta, Incallacta, Incallajta, Incallakta, Inkallajta ou Inkallakta, est un site archéologique inca de Bolivie situé dans le département de Cochabamba en province de Carrasco sur la municipalité de Pocona, à environ 130 kilomètres à l' est de Cochabamba, à 2 950 m d'altitude.
Le site est ajouté à la liste indicative du patrimoine mondial de l'UNESCO le 1er juillet 2003 dans la catégorie culturelle.

## Histoire
Inkallaqta est le llajta inca le plus important du Collasuyo, l'un des quatre suyos du Tahuantinsuyo. Sa construction date de la fin du XVe siècle. C'est l'héritage inca le plus important du territoire bolivien.
La ville a vraisemblablement été construite sous le règne de Tupac Yupanqui à la fin du XVe siècle et reconstruite par Huayna Capac au début du XVIe siècle. Il s'agissait d' une forteresse militaire, d'un centre politique, administratif et cérémoniel de l' Empire inca ou Tahuantinsuyo et la frontière géographique de l'empire Inca contre les invasions des Chiriguanos.
Fouillé en 2013 par Larry Coben (en), celui-ci pense que le site a été utilisé pour effectuer des rites du calendrier cérémoniel. Le site possède plusieurs structures importantes telles que la kallanka. C'était la plus grande pièce à toit unique de l'hémisphère occidental lorsqu'elle a été construite et mesure 78 mètres sur 25. Il y a aussi un ushnu ou une plate-forme rituelle sur le site. Le Torreon d'Inkallaqta y est également situé. Sise sur le côté ouest du site, cette structure à six côtés aurait eu une signification calendaire ou astronomique. Il y a aussi un mur en zigzag juste au nord du site qui est destiné à le borner et à le protéger.

## Description
Le site a une superficie de 80 ha. Il est composé de grandes places et de patios entourés de murs et de bâtiments avec des portes qui s'ouvrent sur des espaces ouverts. Le temple principal ou le Kallanka, mesure 78 mètres par 25 mètres et 12 mètres de haut ; le mur oriental est le plus proéminent et caractéristique de cette structure. Il y a aussi un mur pignon avec 10 niches, 4 fenêtres et une finition en argile qui domine la zone centrale du site.
Le site est situé sur un cône d'éjection, dans le fort Huayko, un ravin presque inaccessible. Il utilise des espaces uni-spatiaux, les unités architecturales ne communiquent pas entre elles. Des formes trapézoïdales sont observées ; puisque la figure géométrique caractéristique de ces ruines est le trapèze. La Cancha ou patio, est un espace mythique multifonctionnel. L'utilisation de matériaux de construction de base est la pierre enduite de boue.